# Napsugár fiúk (film, 1975)
A Napsugár fiúk (eredeti cím: The Sunshine Boys) 1975-ben bemutatott amerikai vígjáték Herbert Ross rendezésében, Walter Matthau és George Burns főszereplésével. A forgatókönyvet saját, azonos című színdarabjából Neil Simon írta.

## Cselekmény
Al Lewis és Willie Clark – közismertebb néven: a Napsugár-fiúk – valaha a kabaré sztárjai voltak, de ma már csak két zsémbes és szenilis öregember. Tizenegy éve haragban váltak el: Al nyugdíjba ment, vidékre költözött lányához; Willie New Yorkban maradt, és még mindig ragyogó állásajánlatokra vár. Az egykor utolérhetetlen sikereket elért páros tagjai nem beszélnek egymással: Willie sohasem tudott megbocsátani Al-nek, hogy kiszállt, s ezzel őt is nyugdíjazta. Úgy érzi, tudna még játszani, de a szörnyen feledékeny és háklis öregurat már reklámokba se hívják szerepelni. Most azonban akadna egy fantasztikus lehetőség: egy televíziós műsorra a Napsugár-fiúkra kíváncsi! A fergeteges háziorvos-jelenetet akarják, amit több mint nyolcezerszer játszottak el, így a kisujjukban van a szöveg. Willie azonban megmakacsolja magát: azzal a gazemberrel nem hajlandó többet színpadra lépni. Eszébe jutnak az apróbb sérelmek is: Al bökdösése, köpködése. Csak azért volt képes olyan hosszú időn át elviselni partnerét, mert zseniális komikus. Unokaöccse, Ben kitartó győzködése a morcos Willie-nél végül célt ér: a Napsugár-fiúk újra együtt próbálnak. 
A megbeszélt próbára megérkezik Al. Mindketten tökéletesnek próbálják meg lefesteni jelenlegi sorsukat: Al a vidéki élet szépségeiről mesél, Willie pezsgő művészéletet hazudik magának. Al persze átlát rajta, de érzi Willie állandó szemrehányását: Al miatt kell tettvággyal tele itthon rostokolnia. Feszült hangulatban kezdik el a jelenetet, s amikor Willie rögtön az első megszólalását elrontja, hatalmas veszekedés tör ki. Csak Al lányának kérésére tudják folytatni a próbát.
A televízió-stúdióban sem a két vénember lesz a kedvenc: az utolsó forgatási napig nem sikerül tovább jutni az első próbán oly szerencsétlenül elsült mondatnál. A (nem éppen fergeteges) kabarétréfa ezúttal egészen jól megy, de Willie nem bírja sokáig: Al köpködése, majd bökdösése teljesen kikészíti. Magából kikelve küldi el partnerét, akire – szerinte – soha nem is volt szüksége. A nagy izgalomtól Willie szívinfarktust kap. 
Ben rossz hírt közöl ágyban fekvő nagybátyjával: Willie már a legkisebb szereplést sem vállalhatja el, mert a szíve nem bírná. Önálló lakását pedig Ben anyagi nehézségei miatt kell eladniuk, így Willie élete hátralevő részét egy színészotthonban fogja tölteni. Al érkezik a beteghez, s kiderül, őt is ugyanabba a színészotthonba küldik. Kedélyes múltidézésükből úgy tűnik, még sok szép napot érhetnek meg együtt.

## Szereplők
| Szerep                                   | Színész           | Magyar hang        |
| ---------------------------------------- | ----------------- | ------------------ |
| Willy Clark                              | Walter Matthau    | Csákányi László    |
| Al Lewis                                 | George Burns      | Ráday Imre         |
| Ben Clark                                | Richard Benjamin  | Sinkó László       |
| Nővér a jelenetben (Miss McIntosh)       | Lee Meredith      | Felföldi Anikó     |
| Mrs. Doris Green, Al lánya               | Carol Arthur      | Pápai Erzsi        |
| Odessa, Willy ápolója                    | Rosetta LeNoire   | Schubert Éva       |
| Autószerelő                              | F. Murray Abraham | Márton András      |
| Mr. Walsh, kereskedelmi igazgató         | Howard Hesseman   | Kertész Péter      |
| Mr. Schaeffer, TV-s rendező              | James Cranna      | Tahi Tóth László   |
| TV-s színpadmester                       | Ron Rifkin        | Horesnyi László    |
| Helen Clark                              | Jennifer Lee      | Kútvölgyi Erzsébet |
| Mr. Gilbert, férfi a meghallgatáson      | Fritz Feld        | Miklósy György     |
| Férfi a meghallgatáson                   | Jack Bernardi     | Pethes Sándor      |
| Eddie, színházi rendező                  | Garn Stephens     | Szabó Ottó         |
| Hotelportás                              | Santos Morales    | Csurka László      |
| Mr. Walsh helyettese a meghallgatáson    | Archie Hahn       | Maros Gábor        |
| Beteg                                    | Sid Gould         | Somogyvári Pál     |
| Férfi az utcán                           | Sammy Smith       | Szatmári István    |
| Mr. Ferranti, a színészotthon igazgatója | Dan Resin         | Izsóf Vilmos       |
| NBC igazgatója                           | Walter Stocker    | Szokolay Ottó      |
| Ben titkárnője                           | Duchess Dale      | Bencze Ilona       |
| Bemondó                                  | Bill Reddick      | Bozai József       |
| Virágfutár                               | Eddie Villery     | Korbuly Péter      |
| Önmaga                                   | Steve Allen       | Bujtor István      |

További szereplők magyar hangja: Dallos Szilvia, Fülöp Zsigmond, Kertész Zsuzsa

## Magyarul
- A napsugár fiúk; ford. Ungvári Tamás; Scolar, Bp., 2012 (Ungvári Tamás színműfordításai)

## Díjak és jelölések
- Oscar-díj a legjobb férfi mellékszereplő (Burns, győztes)
- Oscar-díj a legjobb férfi főszereplő (Matthau, meghatalmazott)
- Oscar-díj a legjobb adaptált forgatókönyvíró (Simon, meghatalmazott)
- Oscar-díj a legjobb művészi rendezésért (Albert Brenner és Marvin March, a jelöltek)
- BAFTA-díj a legjobb férfi a főszereplő (Matthau, meghatalmazott)
- BAFTA-díj a legjobb forgatókönyvíró (Simon, meghatalmazott)
- Golden Globe-díj a legjobb film – musical vagy vígjáték (győztes)
- Golden Globe-díj a legjobb színésznek – Motion Picture musical vagy vígjáték (Burns, győztes)
- Golden Globe-díj a legjobb színésznek – Motion Picture musical vagy vígjáték (Matthau, győztes)
- Golden Globe-díj a legjobb férfi mellékszereplő – Motion Picture (Benjamin, győztes)
- Golden Globe-díj a legjobb forgatókönyvíró (Simon, meghatalmazott)